# Медаль Платинового ювілею Єлизавети II
Медаль Платинового ювілею королеви Єлизавети II (англ. Queen Elizabeth II Platinum Jubilee Medal, фр. Médaille du jubilé de platine de la reine Elizabeth II), также Медаль Платинового ювілею королеви (англ. Queen's Platinum Jubilee Medal) — Ювілейна медаль створенна на честь 70-річчя сходження на престол Королеви Елизавети II в 1952 році.
У Великій Британії медаль вручається людям, які працюють на державній службі, включаючи збройні сили, аварійні служби та пенітенціарні установи. У Канаді шість із 10 провінцій країни випускають свої власні медалі; вперше в історії Канади королівська подія була увічнена на медалях провінцій. Право на отримання медалей отримали визначні волонтери, військовослужбовці канадських збройних сил та аварійних служб, а також інші люди, які позитивно вплинули на суспільство. У деяких провінціях особлива увага приділяється реагуванню на пандемію COVID-19, примиренню з індіанцями та інуїтами, а також захисту навколишнього середовища. Карибські королівства також започаткували програму нагородження медалями до Платинового ювілею. Серед тих, хто може бути нагороджений, — співробітники служб порятунку, які брали участь у ліквідації наслідків ураганів та пандемії COVID-19, а також військовослужбовці та поліцейські.

## Дизайн
Медаль, виготовлена з нейзильбера, має на аверсі зображення Її Величності, виконане Яном Ренк-Бродлі. На реверсі зображені шолом, гребінь та мантілья герба Великобританії, що використовується поза Шотландією. Стрічка має срібні краї, що символізують Срібний ювілей; сині — від стрічки медалі Золотого ювілею; і червоні — від стрічки Діамантового ювілею. Виготовленням медалі займається компанія Worcestershire Medal Service.
Нагородження
Медаль на честь Платинового ювілею Її Величності Королеви отримали такі особи:
- Службовці Збройних сил, які відслужили п'ять повних календарних років до 6 лютого 2022 року.
- Добровольці резерву та колишні регулярні резервісти збройних сил, які в даний час проходять службу та отримали 5 сертифікатів ефективності.
- Дорослі добровольці в кадетських військах за підтримки МО, які мають 1826 днів служби (не обов'язково безперервної) та п'ять ефективних навчальних років, одним із яких має бути 2021/2022 рік. Ефективний навчальний рік — 15 днів служби в період з 1 квітня по 31 березня (7 днів служби у 2020/2021 році та 10 днів служби у 2021/2022 році), при цьому вечірній парад зараховується як чверть дня.
- Персонал екстрених служб, що працює на оплачуваній службі, в штаті або на громадських засадах, що займається ліквідацією наслідків надзвичайних ситуацій у рамках умов служби, та відпрацював п'ять повних календарних років станом на 6 лютого 2022 року.
- Співробітники тюремних служб, які працюють на державній службі та регулярно стикаються з важкими, а іноді й надзвичайними ситуаціями, відпрацювали п'ять повних календарних років станом на 6 лютого 2022 року.
- Члени королівського будинку мають один рік залікової служби.

- Живі індивідуальні власники Хреста Вікторії та Хреста Георга.

## Країни Співдружності
Канада

Стрічка канадської медалі.

Уряд Канади вирішив не випускати платинову ювілейну медаль, незважаючи на те, що він випускав медалі для королівських ювілеїв, принаймні з ювілею королеви Вікторії в 1897 році. Це рішення було розкритиковане Королівським канадським легіоном та Монархістською лігою Канади. У відповідь провінції Канади заснували платинові ювілейні медалі провінцій, щоб відзначити сімдесятиріччя перебування королеви на канадському троні. Генерал-губернатору в Раді було запропоновано додати медалі платинового ювілею в порядок старшинства при носінні орденів, відзнак та медалей після медалі Діамантового ювілею королеви Єлизавети II і перед медаллю «За довгу службу» Королівської канадської кінної поліції.
Провінції Канади які випустили ювілейну медаль: Альберта, Манітоба, Нью-Брансуік, Нова Шотландія, Острів Принца Едуарда, Саскачеван.
Дизайн
Дизайн медалей у всіх провінціях, що випустили їх, схожий, відрізняючись лише тим, що на кожній зображений щит герба конкретної провінції, а також офіційна квітка провінції (шипшина іглиста для Альберти, крокус прерій для Манітоби, фіолетова фіалка для Нью-Брансуїка, епігея повзуча Нової Шотландії, черевик безстебельний для Острова Принца Едуарда та західна червона лілія для Саскачевана). Усі вони срібного кольору, діаметром 32 мм, з кільцевою підвіскою. На аверсі розташоване те саме зображення королеви, яке раніше використовувалося для медалі Діамантового ювілею королеви Канади Єлизавети II, а на реверсі — королівський шифр з датами правління королеви 1952 і 2022, розташованими по обидва боки у верхній частині. У центрі знаходиться герб провінції, з обох боків якого зображені офіційні квіти провінції, а біля основи — девіз VIVAT REGINA («Хай живе Королева!»).
На стрічці використано нове розташування синього, червоного та білого кольорів, присутніх у стрічках коронаційної медалі королеви Єлизавети II, медалі Срібного ювілею королеви Єлизавети II, медалі Золотого ювілею королеви Єлизавети II та медалі Діамантового ювілею королеви.
Карибський басейн
Карибські королівства також започаткували медальну програму на честь Платинового ювілею. На аверсі зображено те саме зображення королеви, що й на британській медалі, оточене словами PLATINUM JUBILEE HM QUEEN ELIZABETH II («ПЛАТИНОВИЙ ЮВІЛЕЙ ЇЇ ВЕЛИКОСТІ КОРОЛЕВИ ЄЛИЗАВЕТІ II»). Стрічка карибської медалі схожа на британську версію: срібні краї символізують Срібний ювілей, сині стрічку медалі Золотого ювілею, а червоні стрічку медалі Діамантового ювілею.
Країни Карибського басейну які затвердили Ювілейну Медаль: Антигуа та Барбуда, Беліз. Ямайка.